# نویانو
نویانو (به ایتالیایی: Neviano) یک کومونه در ایتالیا است که در استان لچه واقع شده‌است. نویانو ۱۶ کیلومتر مربع مساحت و ۵٬۵۹۱ نفر جمعیت دارد و ۱۰۸ متر بالاتر از سطح دریا واقع شده‌است.

## خواهرخوانده
شهر لانژانتل، سوئیس خواهرخواندهٔ نویانو هست.